# San Marcello
För andra betydelser, se San Marcello (olika betydelser).
San Marcello är en ort och kommun i provinsen Ancona i regionen Marche i Italien. Kommunen hade 2 008 invånare (2018).